# Ferme de la Briche
Vous lisez un « article de qualité » labellisé en 2018.
Pour les articles homonymes, voir Briche.
La ferme de la Briche est une ancienne exploitation agricole implantée sur le territoire de Rillé et des communes avoisinantes, dans le Nord-Ouest du département d'Indre-et-Loire en région Centre-Val de Loire en France.
Elle est créée en 1857 par Jean-François Cail, industriel des équipements de sucreries et de la construction de locomotives, qui souhaite appliquer à l'agriculture le principe de l'intégration verticale. L'exploitation du domaine, qui compte plus de 1 600 ha d'un seul tenant à son apogée, est basée sur l'élevage bovin et la culture de la betterave sucrière. D'importants efforts sont consentis dans les améliorations foncières : défrichement des landes, drainage pour assainir des terres humides — le lit d'anciens étangs mal asséchés —, remembrement, création ou redressement de routes et de chemins. Des bâtiments imposants composent sur quatre hectares une ferme centrale contrôlant sept fermes satellites. Les principales productions du domaine sont le sucre extrait des betteraves et l'alcool issu de la distillation des betteraves et des grains, ainsi que les animaux de boucherie, bovins et ovins. Trois cent cinquante à quatre cents personnes y sont alors employées toute l'année, auxquelles s’ajoutent les saisonniers.
La rentabilité de l'exploitation, quoique fragile, semble établie du milieu des années 1860 à la fin du XIXe siècle et la réussite technique, sanctionnée par des récompenses (concours départemental agricole de 1864, exposition universelle de 1878), est indéniable à cette époque (sols durablement remis en culture, hausse des rendements). Pourtant, la concurrence des betteraves sucrières du Nord de la France et le renchérissement de la main d'œuvre mettent en difficulté le domaine qui est progressivement morcelé et dont la famille de son fondateur se sépare définitivement en 1981. Ne subsistent plus de la ferme centrale qu'une partie des magasins à grain et de la distillerie ainsi que quelques murs ruinés de la grange. Les fermes satellites, elles, ont mieux résisté et le réseau de drains et de fossés est toujours en place au XXIe siècle.

## Jean-François Cail et l'agriculture industrielle

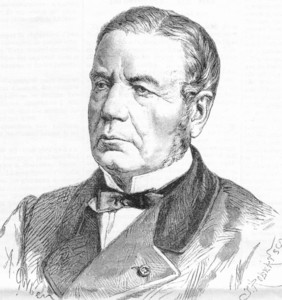
Jean-François Cail.

Né en 1804 à Chef-Boutonne dans les Deux-Sèvres d'un père charron, Jean-François Cail entame à quinze ans son tour de France comme ouvrier chaudronnier. En 1836, il s'associe avec son patron Charles Derosne dans l'entreprise de métallurgie de Chaillot qui ouvre alors plusieurs succursales dans le Nord de la France et en Belgique. Cail reprend l'affaire à son compte en 1846 après le décès de son associé. À son apogée, l'entreprise de cet autodidacte issu d'un milieu modeste emploie 5 000 ouvriers et construit des ouvrages d'art (pont d'Arcole à Paris en 1854), locomotives (deuxième constructeur français avec 2 360 unités produites entre 1845 et 1889) et installations de sucreries en Europe de l'Ouest, mais aussi en Russie, aux Antilles et dans l'océan Indien (premier fabricant mondial, il a équipé 200 sucreries) ; en 1870, Jean-François Cail produit également des armes en France. À sa mort, un an plus tard, sa fortune est estimée à 28 millions de francs-or.
Cail cherche à concilier son origine rurale et ses succès dans le domaine industriel ; il veut aussi profiter des facilités financières accordées par Napoléon III à ceux qui investissent dans l'agriculture ; il compte également réaliser un intéressant placement dans ce secteur d'activité qu'il veut être une vitrine pour des produits industriels, qu'il transpose, tels quels ou adaptés, à la Briche.
Il décide donc d'appliquer à l'agriculture les méthodes de « concentration verticale d'une filière » en expérimentant un système de production basé sur la culture de betterave et la production de sucre, d'alcool et de viande bovine et en rationalisant l'organisation des tâches, intégrant les nouvelles technologies, vapeur pour mécaniser le travail, rail pour faciliter les transports. En 1853, il tente une première expérience concluante sur la ferme des Plants, 158 ha qu'il amène à 308 ha en 1871, à La Faye près de Ruffec en Charente, mais il veut voir plus grand. Il trouve un site semblant lui convenir dans la région de Rillé, en Indre-et-Loire. L'important réseau de relations qu'il a constitué (monde de l'industrie, de la finance, de l'action sociale, y compris en Touraine) lui a peut-être servi à avoir connaissance de l'opportunité d'achat de cette propriété, alors qu'il cherche depuis un an à acquérir un domaine de 1 000 ha sur un plateau, sans préférence marquée, semble-t-il, pour sa localisation géographique.

## Contexte géographique et historique
Vers 1455, Rillé est une ville fortifiée, à la limite nord-est du comté d'Anjou ; pour accroître la sécurité de ce vaste territoire, Hardouin IX de Maillé, le seigneur du lieu, décide de creuser des fossés alimentés par le Lathan et de rehausser les chaussées qui bordent un étang dont l'existence remonte au moins au XIe siècle. Trois étangs d'une superficie totale variant entre 1 000 et 1 600 ha selon la saison voient le jour sur les communes d'Hommes, Rillé, Channay-sur-Lathan et Savigné-sur-Lathan. Ces grands étangs jouent effectivement leur rôle défensif, mais ils isolent Rillé, noient de très grandes surfaces de terres agricoles et maintiennent l'insalubrité de la contrée, confrontée à un paludisme endémique ; leur création provoque par ailleurs la submersion de l'église paroissiale et du presbytère de Rillé. En 1825, le fermier qui exploite les terres d'Hommes fait construire sur les bords de l'étang quelques bâtiments qu'il appelle « la Briche ». En 2000, Vincent Brault-Jamin reprend à son compte une hypothèse qui fait dériver ce toponyme du nom commun « brèche », les anciens étangs communiquant entre eux sensiblement à l'emplacement de la ferme où se trouvait la bonde de l'étang d'Hommes.

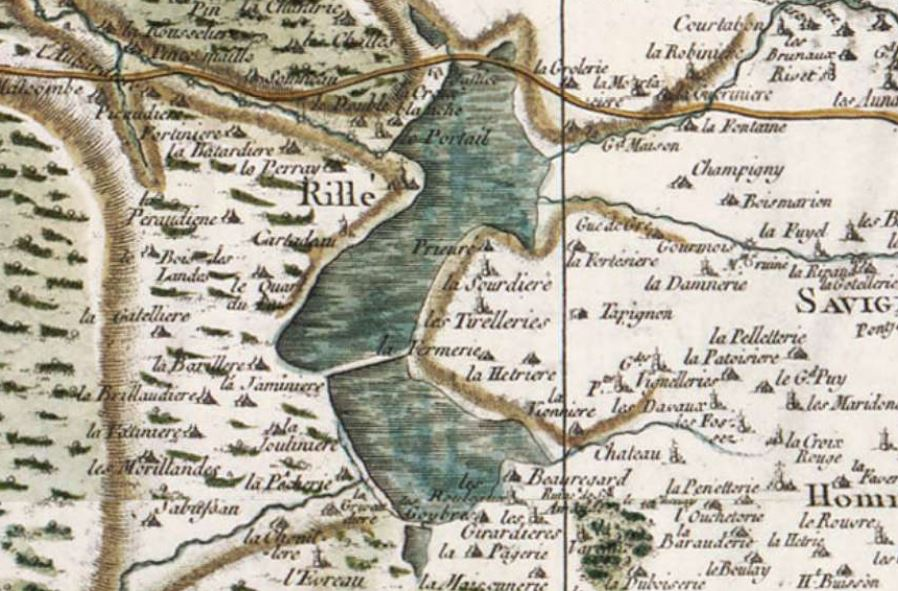
Les étangs de Rillé sur la carte de Cassini (1760-1764).

Malgré les demandes répétées des habitants, il faut attendre 1836 pour voir les anciens étangs définitivement asséchés : d'âpres luttes d'influence entre nobles et clergé retardent longtemps la mise en œuvre de cette mesure. Le lit de ces anciens étangs reste cependant très humide, planté de peupliers et envahi par les joncs et les bruyères. Des fossés de drainage sont mis en place, mais leur profondeur étant insuffisante, ils sont inefficaces, ils morcellent 600 ha de terre dont ils empêchent l'exploitation rationnelle. Le lac de Rillé tel qu'il se présente au XXIe siècle, au nord-ouest du bourg, n'est pas un vestige de ces anciens étangs qui se situaient, eux, au sud-est ; il s'agit d'une création récente (1977).
Les sols des plateaux de cette partie de la Touraine sont constitués de formations marneuses éocènes déposées au Ludien, il y a 34 à 37 millions d'années, sur une épaisse strate de sables glauconieux peu perméables. Ils sont potentiellement assez riches, mais vite desséchés en été et fortement marqués par l'hydromorphie hivernale. Dans le lit des anciens étangs, ils sont recouverts d'une couche de limons à la granulométrie très fine qui en accroît encore la battance. De plus, une nappe phréatique affleure presque dans le secteur de la Briche.
Évoquant la nature ingrate des sols, une habitante du pays s'adresse ainsi à Jean-François Cail lors d'une de ses premières visites : « Ah ! Monsieur, la Briche ! triste pays, les cailles y meurent de faim ! » ; rien ne permet d'affirmer que ce calembour soit volontaire mais le nouveau propriétaire se plaît à le raconter. Soixante-huit ans plus tôt, les habitants de Savigné-près-Rillé — le nom de Savigné-sur-Lathan jusqu'en 1891 — se plaignaient de la pauvreté des sols et de leurs maigres récoltes dans leurs cahiers de doléances rédigés à l'occasion des États généraux de 1789. Antoine Pierre Hély d'Oissel, dernier propriétaire d'une partie de la Briche avant Cail, ne fait même pas exploiter ces terres qui, en friche, constituent pour lui une réserve de chasse. Quant à Jean-Marie-Luminais, qui possédait l'étang de Rillé, il l'assèche mais se ruine dans cette opération.

## Historique de la Briche

### Essor et réussite
La constitution d'un vaste domaine et la mise en œuvre de techniques agricoles innovantes à la Briche ne sont pas une première. En Angleterre, le principe des enclosures ouvre la voie aux remembrements qui se multiplient à partir de la seconde moitié du XVIIIe siècle ; l'agriculture vivrière évolue peu à peu vers une véritable économie agricole associant sur une même exploitation agriculture et élevage ; la mécanisation du travail se développe dès le début du XIXe siècle. En Indre-et-Loire, Cail n'est pas non plus le premier à appliquer le modèle d'une « agriculture industrielle » : dès 1849, Jacques-Philippe Dubreuil-Chambardel hérite du domaine de Marolles à Genillé ; ce sont quatre cents hectares (auxquels s'ajouteront mille autres jusqu'en 1873) qui sont mis en culture et exploités selon des méthodes quasi-industrielles. Ce qui fait la singularité de le Briche, c'est l'ampleur des surfaces concernées, dès l'origine, par ce « laboratoire ».

#### Constitution de l'exploitation et aménagements fonciers

Plan des bâtiments de la ferme de la Briche en 1867 (d'après un plan géométral réalisé pour l'exposition universelle de 1867).
étables
bergerie
basse-cour
grange
distillerie et annexes
magasin général et logement des cadres
pavillon de Jean-François Cail

En 1857, disposant d'importants capitaux générés par son entreprise de métallurgie, Jean-François Cail acquiert le domaine de la Briche, qui a connu trois propriétaires successifs en 50 ans et qui est constitué de 650 ha d'un seul tenant dans le lit des anciens étangs. Le domaine s'étend peu à peu jusqu'à couvrir plus de 1 000 ha en 1863 et 1 675 ha en 1875. Pour ce faire, Cail se livre à plus d'une centaine d'achats et d'échange de parcelles, les reventes étant exceptionnelles. Le coût de toutes ces acquisitions foncières, non compris l'investissement initial de 287 500 francs, se monte à environ 1,3 million de francs (près de 1 200 000 €). Si les premiers achats ont pu se négocier à des prix modestes eu égard aux mauvaises qualités agricoles des sols (425 F/ha), les derniers agrandissements n'ont pas bénéficié des mêmes conditions (1 430 F/ha en 1870), les vendeurs potentiels revoyant à la hausse leurs exigences financières face à la volonté de Cail d'étendre son domaine. Les achats se poursuivent, à un rythme moindre, après sa mort. Les terres de la Briche se trouvent principalement sur les communes de Rillé et d'Hommes mais aussi, dans une moindre mesure et pour certaines acquisitions plus tardives, sur le territoire de Continvoir ou d'Avrillé-les-Ponceaux pour des parcelles de bois.

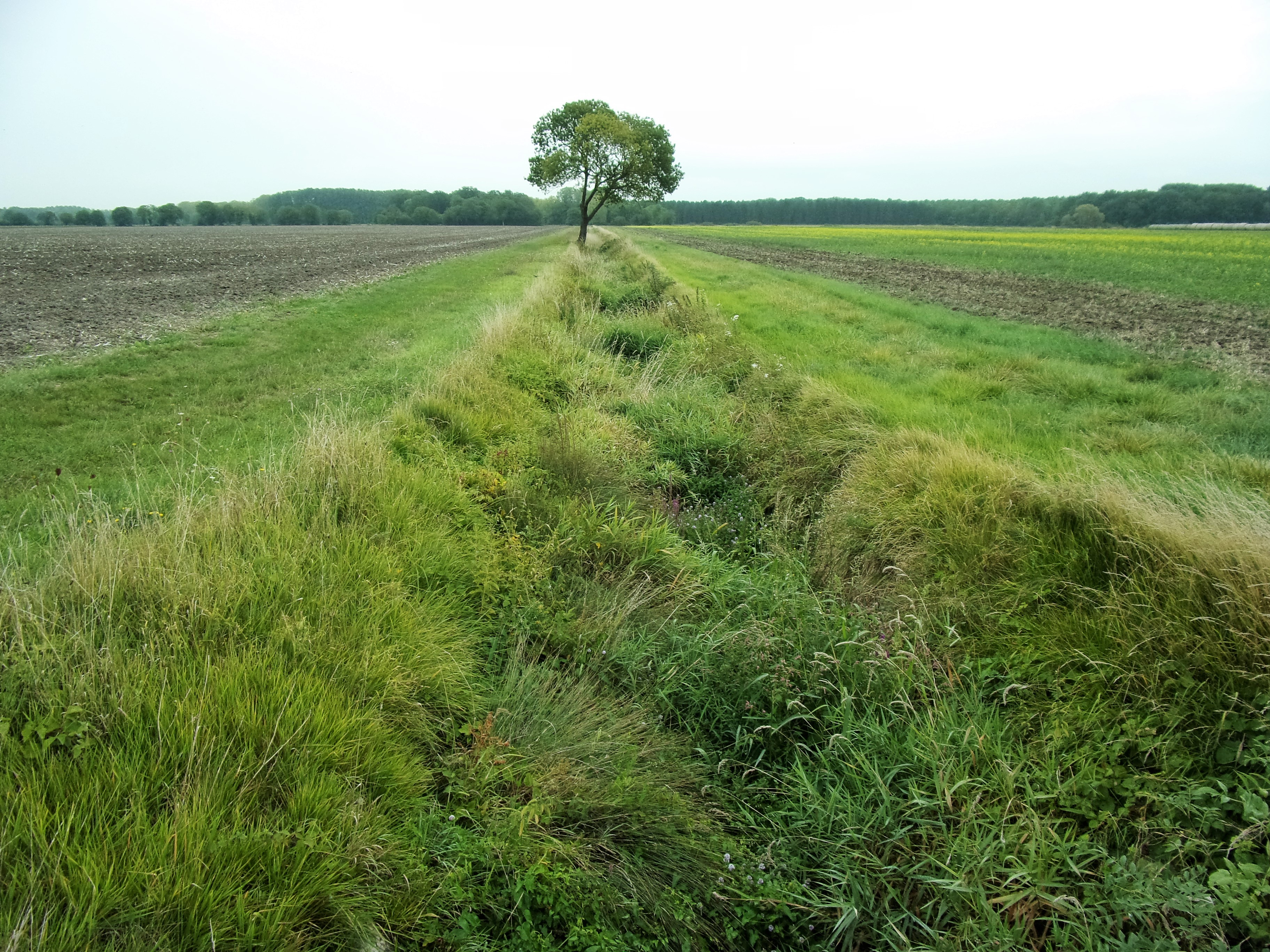
Fossé de drainage à Hommes en 2017.

Le premier travail consiste à assainir définitivement les terres, grâce à l'arrachage des landes de genêts et de bruyères ainsi que des 25 000 peupliers âgés d'une trentaine d'années ; ce travail de surface est complété par la pose d'environ 240 km de drains en poteries en un réseau de 10 km de fossés et de canaux larges de plus de 5 m qui aboutissent dans les affluents ou sous-affluents du Lathan. Ces travaux de drainage, qui intéressent 332 ha, sont réalisés sous la direction du service des ponts et chaussées. Le défonçage des sols et les labours en planches améliorent la structure des terrains et accélèrent leur ressuyage. Les contours des parcelles sont rectifiés — Cail a acheté, en même temps que les terres agricoles, les chemins communaux qui les desservaient pour pouvoir réorganiser totalement le parcellaire —, un réseau de routes empierrées et de chemins est construit,. Il s'agit là d'un remembrement qui préfigure les grandes réalisations du XXe siècle.

#### Exploitation centrale et «fermes satellites»

Plan du domaine ; chaque aire de couleur correspond au territoire d'une ferme ; la ligne rouge pointillée matérialise le chemin de fer de service (d'après un plan géométral réalisé pour l'exposition universelle de 1867).

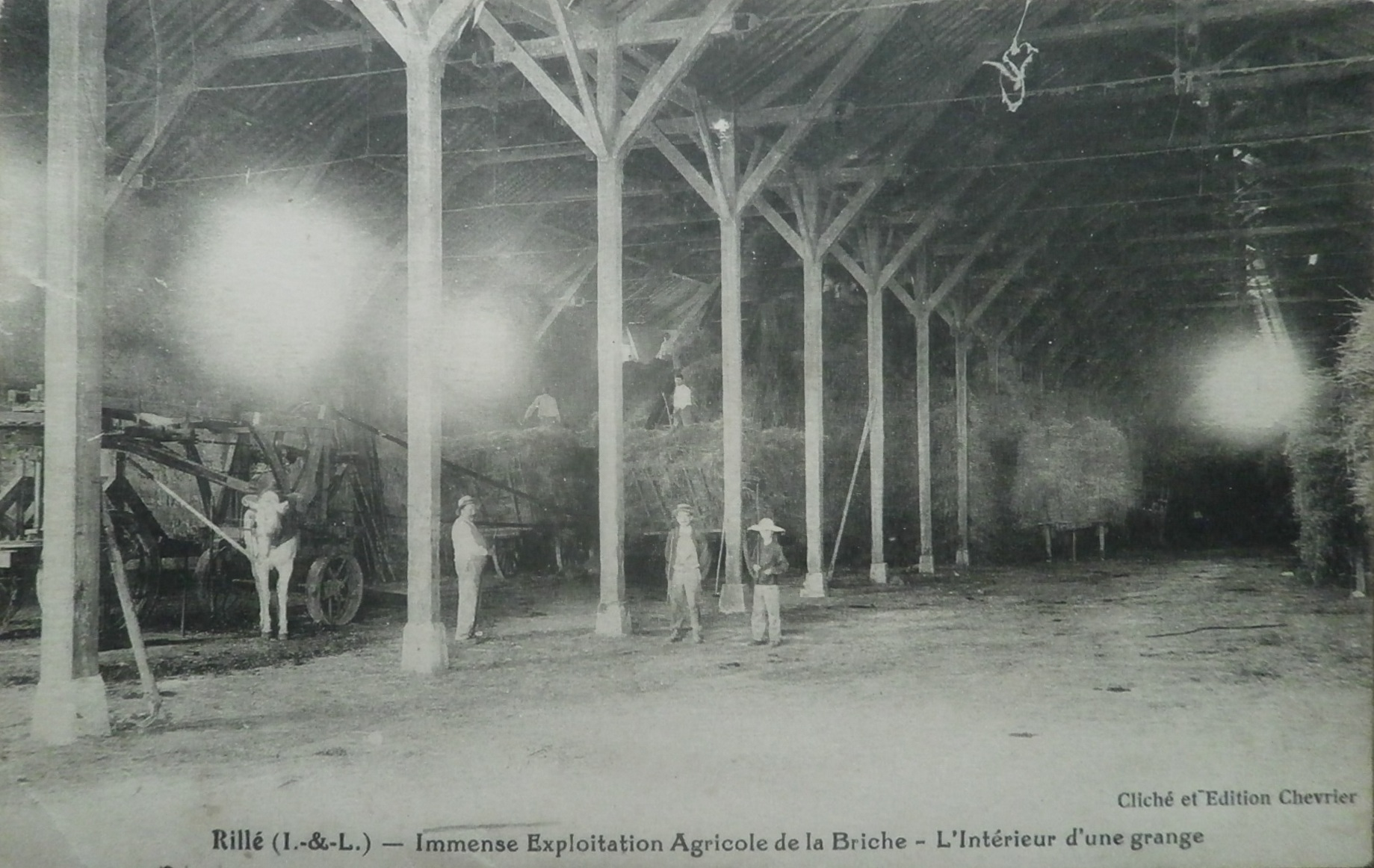
Intérieur de la grange de la Briche en 1902.

Sur la rive droite du Changeon, à l'emplacement des premiers bâtiments de 1825, une ferme centrale, la Briche, est construite sur près de 4 ha (280 × 180 m dans ses plus grandes dimensions) avec étables et bergerie pouvant accueillir 25 chevaux, 600 bovins et 3 000 moutons, ainsi qu’une grange de 5 000 m2 à trois nefs. Tous les bâtiments sont reliés, comme les ateliers d'une usine, par un chemin de fer sur lequel circulent des wagonnets adaptés à chaque usage. Un système complexe d'arbres de transmissions et de courroies permet de mécaniser tous les outils dans la grange, à partir d'une machine à vapeur fabriquée par l'entreprise Cail. C'est également cette dernière qui a conçu les équipements de la distillerie et de la sucrerie. De vastes fosses permettent de conserver la pulpe des betteraves distillée avant qu'elle ne soit transformée en aliment pour le bétail, mélangée à de la paille hachée. L'éclairage de la ferme est assuré grâce au méthane issu de la fermentation du mélange paille-pulpe de betterave servant d'aliment aux animaux et stocké dans un gazomètre. Jean-François Cail loge dans un pavillon bâti à l'entrée sud de la cour, seul bâtiment de la ferme centrale dont il ne soit pas lui-même l'architecte ; ce pavillon n’est plus habité après la construction du château de la Briche dont les plans initiaux sont dus à l'architecte tourangeau Jean-Charles Jacquemin, architecte de la Ville de Tours et également concepteur de nombreux édifices publics ou privés dans le Val-de-Loire.

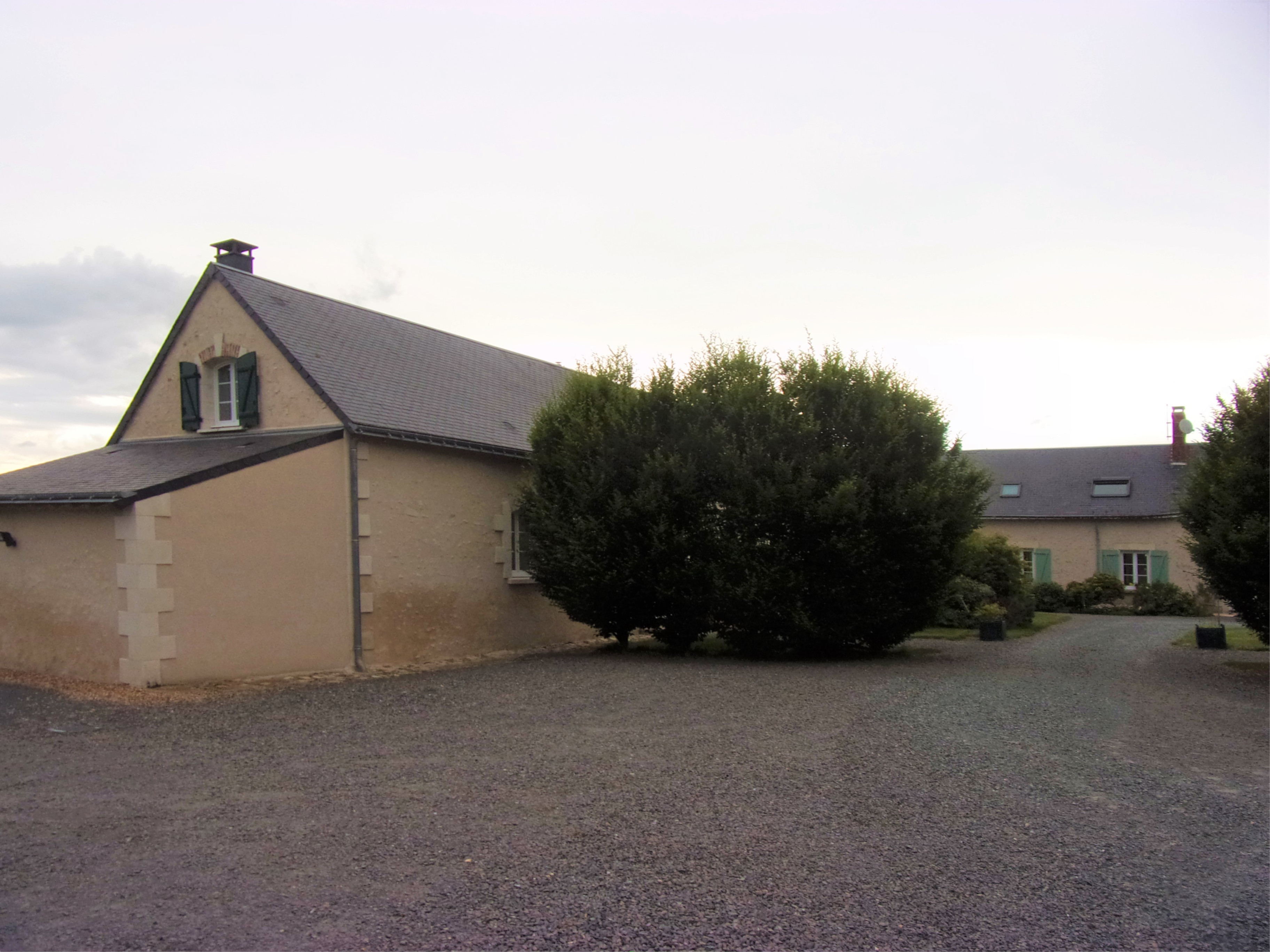
Vue partielle de la ferme satellite de Bourg Neuf.

Sept fermes satellites sont également édifiées sur Rillé et Hommes, reliées à la Briche par 15 km de chemins de fer et plus de 40 km de routes et de chemins empierrés ; ces fermes dédiées au logement du personnel et des animaux de trait ne détiennent aucun stock : tous les approvisionnements sont assurés depuis la Briche. Les fermes satellites sont toutes construites sur le même plan : corps de bâtiments en forme de U ouvert au sud, plus tard complété de ce côté par un hangar ; cette disposition rompt avec les longères qui constituent l'habitat plus traditionnel du secteur. Chaque ferme satellite exploite entre 175 et 185 ha de terres dont elle occupe le centre, la ferme principale exploitant pour sa part près de 190 ha. Plusieurs autres fermes, qui n'appartiennent pas à la famille Cail, sont également affermées en périphérie de la Briche. Un atelier équipé d'une forge permet d'effectuer sur place tous les travaux nécessaires à la construction et à l'entretien du matériel agricole et des bâtiments ; un maréchal-ferrant est chargé du ferrage des chevaux, mais aussi des bœufs de labour.

#### Fonctionnement de l'exploitation

Diagramme du système d'exploitation de la ferme de la Briche.

L'infrastructure mise en place, Cail peut alors donner corps à son projet, réplique en plus grande dimension de ce qu'il a inauguré aux Plants : l'élevage de bovins à viande nourris d'herbe mais également de paille hachée mélangée aux sous-produits de la distillation des grains (drêche)  ou des opérations de raffinage ou de distillation des betteraves (pulpe). Ce principe de fonctionnement est ainsi décrit par Julien Turgan dans son ouvrage Les grandes usines de France :

« [Il consiste à] convertir en produits industriels, tels que l'alcool et le sucre, les 3 ou 4 % de carbure d'hydrogène contenus dans les matières végétales, betteraves ou céréales, convertir en viande la pulpe et la drêche, résidus de ces fabrications, et enfin rendre à la terre sous forme de fumier ou de purin tout ce qui n'a pas été transformé en viande. »

Tout est fait pour que l'exploitation produise elle-même les matières premières qui sont nécessaires à son fonctionnement et que les intrants soient réduits au strict minimum. Les principaux achats annuels consistent en l'acquisition du cheptel destiné à l'engraissement et en l'achat des graines de betterave, qui ne sont pas produites sur place. Le gaz d'éclairage est produit à la Briche. Les appareils de la distillerie et les machines à vapeur fonctionnent au bois de sapin provenant en priorité des bois du domaine, bien qu'il faille ponctuellement recourir à des compléments de charbon provenant du bassin de Newcatsle en Angleterre. Bien que d'importants efforts aient été consentis en matière d'aménagements fonciers et de pratiques culturales, Cail considère que le système d'exploitation qu'il soutient, aux Plants comme à la Briche, relève plutôt de l'agriculture extensive.
Bien que ne résidant pas sur place, Jean-François Cail s'intéresse de près aux plus petits détails du fonctionnement de son exploitation et ne manque de signaler à son régisseur les améliorations qu'il souhaite voir introduites, ces dernières s'inspirant parfois d'observations faites par lui sur d'autres fermes industrielles qu'il a visitées, comme celle que Jules-César Houel a implantée à Radon dans l'Orne.

#### Cultures et cheptel

Assolement à la Briche en 1867.

En remplacement de l'assolement biennal (céréales et jachère) traditionnellement pratiqué dans la région, Cail instaure sur la Briche un assolement triennal sans jachère (betterave sucrière, céréale, plante fourragère). Cette innovation permet de bénéficier d'une production annuelle sur chaque parcelle ; la betterave, culture sarclée à quatre reprises à l'occasion de son éclaircissage et de son désherbage prend place en tête de rotation, après la prairie, culture salissante (n'étant pas sarclée, elle laisse au sol de nombreuses graines adventices qui lèvent l'année suivante) qui termine le cycle précédent. Cette plante n'est pas inconnue en Indre-et-Loire où elle est présente, mais les surfaces cultivées sont réduites. Les céréales produites sont le blé, l'orge et le seigle destinés en priorité à la distillation ainsi que l'avoine plutôt utilisée dans l'alimentation des chevaux. Les plantes fourragères sont des prairies en grande majorité artificielles, issues de semis de graminées (dactyle ou ray grass), mais surtout de légumineuses (sainfoin, trèfle et vesce). D'une manière générale, ces prairies ne sont pas des pâturages mais des terres dont le foin ou le fourrage sont récoltés. Il arrive toutefois, ponctuellement, que ces prairies restent en place deux années (première année en fenaison et seconde année en pâturage) ; dans ce cas, le cycle de culture, toujours sur trois ans, n'inclut pas de betterave.

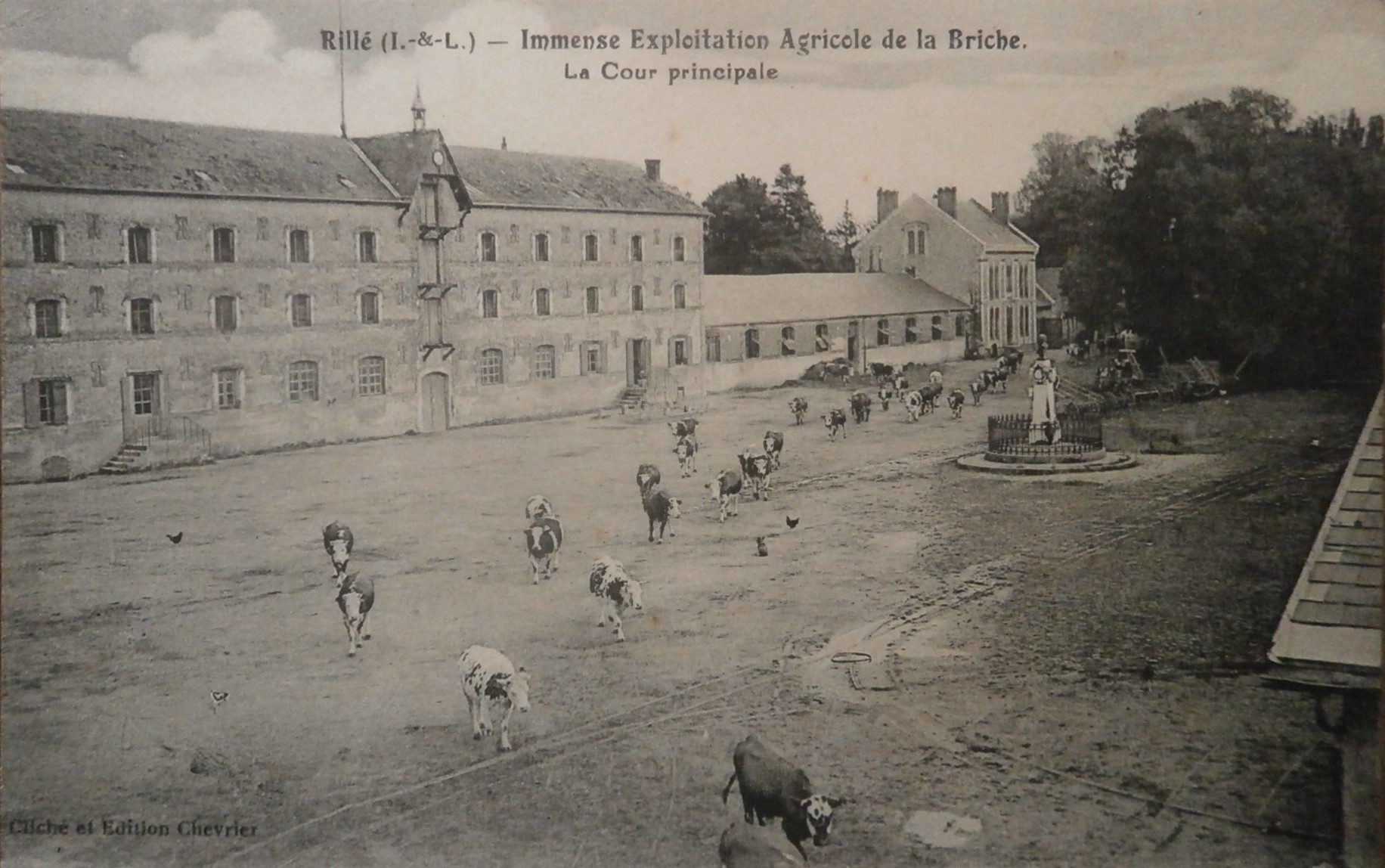
Troupeau de vaches laitières vers 1900.

Le cheptel, hormis son importance, ne présente pas de réelle innovation en termes de races par rapport aux usages locaux. Il est composé en majorité de bovins de race salers qui ont supplanté sur l'exploitation comme dans l'ensemble de la région la race parthenaise, auxquels sont adjoints des charolais qui ne participent pas aux travaux sur l'exploitation ainsi que des shorthorn et plus tard des normandes (vaches laitières). Les moutons sont des croisements des races berrichonnes et des races charmoise ou southdown. Les chevaux de trait sont de race percheronne ou bretonne. Réservés aux convois sur les chemins, ils ne participent pas aux travaux des champs. Le domaine possède également deux ou trois juments poulinières et quelques anglo-normands. Les bœufs de labour, tous de race salers, sont logés à la Briche et dans trois des fermes satellites ; lorsqu'ils participent à l'automne à l'éprouvant charroi des lourds tombereaux de betteraves, ils sont ensuite ramenés à la ferme centrale, engraissés pendant l'hiver et vendus au printemps suivant comme bovins à viande.
|                  | 1859-1860 | vers 1867     | 1871          |
| ---------------- | --------- | ------------- | ------------- |
| Bœufs de labour  | 94        | 200 à 225     | 250           |
| Bovins à viande  | 300       | 200 à 300     | 250           |
| Vaches laitières | 25        | 50 à 60       | 60 à 80       |
| Moutons          | 0         | 2 000 à 3 000 | plus de 3 000 |
| Chevaux de trait | 12        | 20 à 25       | 25            |

À ce cheptel tout ou partiellement destiné à la vente ou au travail sur le domaine, il convient de rajouter les animaux de basse-cour et les porcs réservés à l'autoconsommation.
La paille produite sur l'exploitation est préférentiellement utilisée pour l'alimentation animale. Afin de l'économiser, elle est partiellement remplacée dans la litière destinée au cheptel par des rameaux de bruyères ou de genêt. En retour, le fumier de l'élevage participe à la fertilisation des sols (près de 3 000 m2 de fumier sont produits chaque année). La ferme produit également son propre compost à partir des déchets de la distillerie, du purin et des boues de la ferme additionnés de chaux, les achats extérieurs de fertilisants comme le guano ou les engrais minéraux devant être exceptionnels. La vinasse, résidu liquide de la distillation des betteraves, est emmagasinée dans un réservoir surélevé installé quelques centaines de mètres au nord de la ferme principale, d'où elle s'écoule par gravitation pour fertiliser les champs environnants.

#### Matériel et personnel
Si les labours sont essentiellement réalisés avec des bœufs, la Briche a également recours à la mécanisation comme avec les charrues à vapeur Fowler utilisées dès 1868 et remplacées à la fin du XIXe siècle par des tracteurs équipés de chenilles ou de roues-cages adaptées aux terrains humides. Le battage des céréales s'effectue en hiver dans la grange de la Briche, au fur et à mesure des besoins, ce qui permet de maintenir l'emploi des ouvriers agricoles pendant toute la mauvaise saison.

Labourage à vapeur avec deux locomobiles à treuil et une charrue-bascule.

La distillerie, sur le bon fonctionnement de laquelle repose la marche du domaine, fait l'objet de toutes les attentions. Sa reconstruction, après un incendie en 1863, est l'occasion de l'équiper avec un nouveau matériel plus performant, fabriqué bien entendu par les usines parisiennes de Cail.
Une comptabilité en partie double détaillée, encore peu répandue dans le secteur agricole, est mise en place. Jean-François Cail lui-même, Joseph-Amédée Pinpin, cousin issu de germain de Cail et régisseur, un chef de culture, un agent comptable (ancien employé des usines parisiennes de Cail) et un distillateur forment l'équipe d'encadrement, épaulés par quatre chefs de bouverie — un par ferme possédant des animaux de trait. Joseph-Amédée Pinpin est en relation épistolaire très régulière avec Cail, qui n'est pas toujours sur place. L'organisation du personnel, très pyramidale, fait appel à de nombreux tâcherons locaux, mais ils ont du mal à s'intégrer dans la structure quasi-industrielle de la Briche. Cail décide alors de compléter son personnel en recourant, de 1859 à 1880, à des membres de la colonie pénitentiaire de Mettray, plus d'une centaine de jeunes âgés de 12 à 18 ans, pour lesquels un petit hameau, la Cantine, ensuite remplacé par la Colonie, avec logements, chapelle et école est bâti à proximité de la Briche. Les colons de Mettray qui travaillant à la Briche (33 000 « journées » de colons en 1868) sont soumis aux mêmes conditions de discipline qu'à Mettray et leur salaire, équivalent à travail égal à celui des autres ouvriers de la Briche, est directement versé à la colonie. Les colons participent à l'ensemble des tâches agricoles manuelles dans les champs comme dans les fermes, à l'entretien du réseau de chemin et, plus tard, à celui du château et de son parc. Si les conditions de vie des colons ne sont pas plus difficiles à la Briche qu'au siège de leur colonie, des critiques voilées incitent J.-F. Cail à trouver une autre source de main d'œuvre que ces employés « dociles », au nom de l'éthique. Julien Turgan suggère ainsi à Cail de faire appel aux ouvriers de ses usines dont la santé nécessiterait un séjour à la campagne. Ces raisons, des dissensions entre le personnel d'encadrement des colons et le régisseur de la Briche ainsi que la volonté de Mme Cail de transformer cette colonie (qui est une charge financière pour Mettray car elle fonctionne à perte) en école après la mort de son mari sont probablement à l'origine de la fin de la collaboration entre la Briche et Mettray.
Entre 350 et 400 personnes sont employées à l'année, davantage encore lorsque la distillerie fonctionne. Il est difficile d'établir une comparaison entre les salaires versés par Jean François Cail à son personnel et ceux pratiqués dans la région, d'autres facteurs (logement, nourriture, autres avantages en nature) devant entrer en ligne de compte ; pour autant, les revenus d'un tâcheron de la Briche semblent sensiblement supérieurs à la moyenne. Le personnel d'encadrement, outre son salaire fixe, reçoit une prime d'intéressement ainsi que divers avantages en nature.

#### Débouchés commerciaux
| Localisation sur la carte de France. · Mayenne · Le Lude · Angers · Château-la-Vallière · Tours · Bourgueil · Loudun · Poitiers · Angoulême · Cognac · Saint-Jean-d'Angély · Mayenne · Rochefort · Bordeaux · Pau · Bayonne · Montauban · Toulouse |

Après l'ouverture de la ligne de chemin de fer de Port-Boulet (en bordure de Loire, gare de transit embranchée sur la ligne Tours-Angers) à Château-la-Vallière en 1885, une locomobile automotrice tractant des chariots apporte jusqu'à la gare d'Hommes les produits de la Briche qui représentent la part la plus importante du trafic sur cette ligne.Celle-ci constitue l'un des tronçons du  réseau du nord de l'Indre et Loire affermé par la compagnie de chemins de fer départementaux (CFD).
Les produits de l'exploitation (animaux de boucherie, grains, alcool et sucre et, dans une moindre mesure, surplus de lait et de beurre) sont écoulés sur le marché local de Château-la-Vallière ou commercialisés sur Angers, Bordeaux, Nantes, Paris, Saumur ou Tours. Une carte des points de vente d'alcool montre une large distribution dans le centre-ouest et le sud-ouest de la France, grâce notamment aux grandes lignes de chemin de fer nouvellement ouvertes. Des transactions (achat ou vente de bétail) ont également lieu avec d'autres grandes exploitations agricoles, l'autre ferme de J.-F. Cail aux Plants ou la ferme des Corbins à Montévrain en Seine-et-Marne.
Une petite partie des productions (viande, produits laitiers) est destinée à l'autoconsommation du personnel travaillant sur le domaine.

#### Résultats et récompenses
Grâce à la mise en œuvre de ces techniques et de cette organisation particulière, le rendement en betterave sucrière, culture alors presque inconnue dans la région, atteint 29 t/ha en 1863, première année où l'exploitation dégage des bénéfices et, au milieu des années 1860, les équipements de la distillerie/raffinerie permettent de produire jusqu'à 100 t de sucre par jour. Les céréales qui ne produisent, à la fin des années 1850, que 10 à 12 hℓ/ha dans la région, atteignent à la Briche des rendements de 25 hℓ/ha quinze ans plus tard. Dès 1864, le premier prix du concours départemental agricole est attribué à la Briche pour le caractère novateur de ses aménagements et de son système d'exploitation. Un ouvrier de la Briche, évoquant la culture de la betterave sur l'exploitation, résume avec fierté la marche de la ferme :

« Ici, la betterave pousse le matin, à midi on la travaille, et le soir on boit la goutte. »

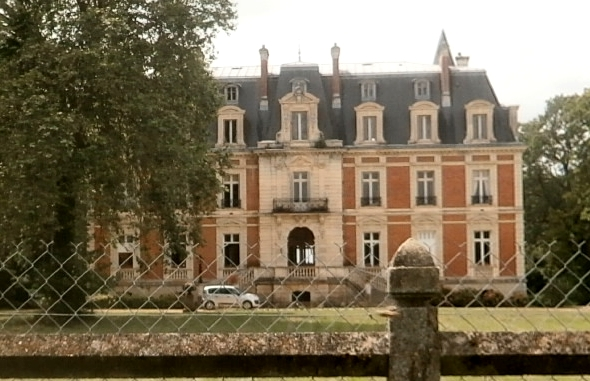
Château de la Briche.

Le 15 décembre 1860, le prince Napoléon-Jérôme Bonaparte vient passer la journée à la Briche. Les plans de l'exploitation sont présentés à l'empereur Napoléon III lors de l'exposition universelle de 1867 tenue à Paris et, même si l'exploitation n'y est pas primée, cet épisode renforce la notoriété de l'exploitation et du nom de son propriétaire puisque l'entreprise Cail est récompensée pour ses locomotives et ses équipements de sucrerie. Jean-François Cail meurt en mai 1871, alors qu'il a entrepris la construction d'un château de maître de style Second Empire proche du corps de ferme, mais situé sur la commune d'Hommes, destiné à son logement mais aussi à l'accueil des nombreuses personnalités qui viennent visiter son exploitation,. La Briche est alors au sommet de sa réussite et reçoit même, en juin 1871, la visite des élèves de l'école nationale supérieure d'agronomie de Grignon ; cette période faste dure un quart de siècle. L'exposition universelle de 1878 consacre la réussite de la Briche, en lui attribuant une médaille d'or dans la catégorie « Spécimens d'exploitations rurales et d'usines agricoles ». La rentabilité de l'exploitation n'est cependant jamais très forte, tout au plus 1,5 % du chiffre d'affaires, compte tenu des investissements initiaux ; excédents et déficits se succèdent. Des doutes sont émis au sujet de la rentabilité réelle de l'entreprise sur le long terme et sur la possibilité de transposer ces techniques à des fermes de plus petite dimension dont les exploitants disposent d'un capital initial réduit.

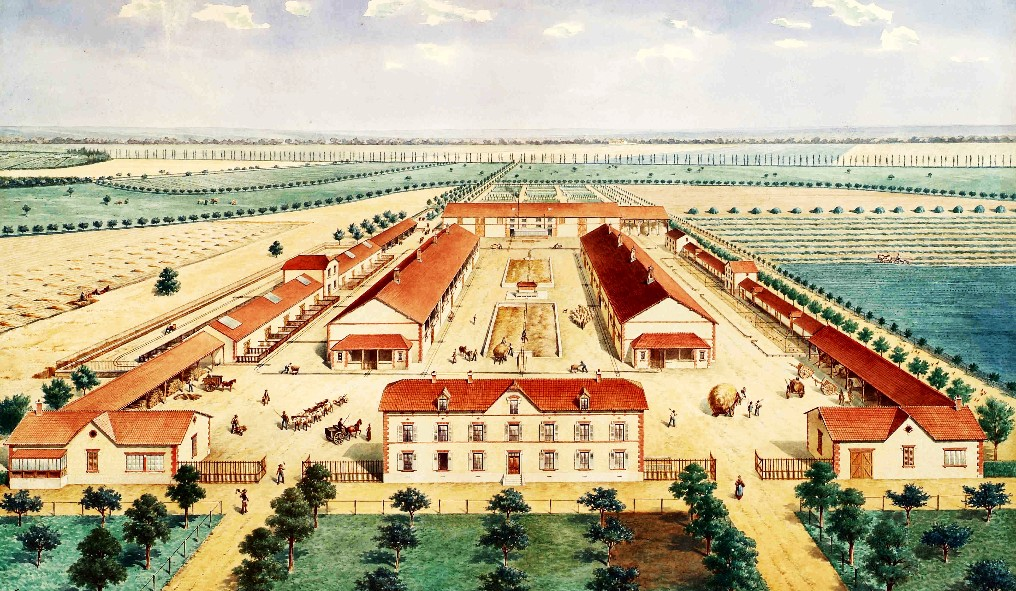
Ferme de Platé (domaine de la Donnetterie).

D'autres créations de grandes exploitations agricoles, dans le département, sont probablement inspirées par l'exemple de la Briche, comme celle d'Alfred Goussard de Mayolle, qui fonde en 1865 une ferme expérimentale sur plus de 200 ha autour de son château du Haut-Brizay, à Brizay, ou celle d'Armand Moisant qui conçoit en 1878 le domaine de la Donnetterie à Neuillé-Pont-Pierre (615 ha à l'origine) ou encore la ferme des Ricordières tout près de la Briche à Continvoir, dévolue à la culture de la vigne à l'initiative de Charles Hébert, frère du gendre de Jean-François Cail sur 460 ha, ; il en est certainement de même en Picardie ou en Normandie où Cail a vendu de nombreux équipements de sucrerie.
Sans pour autant être reproduit à l'identique, l'exemple de J.-F. Cail incite les agriculteurs locaux à aménager leurs techniques de culture. Dans le 56e volume de son Voyage en France publié en 1910 et consacré à la Touraine, à l'Anjou et aux châteaux de la Loire, Victor-Eugène Ardouin-Dumazet note qu'un syndicat de 800 agriculteurs s'est créé à Hommes, achetant annuellement 2 500 t d'engrais et amendements. Joseph-Amédée Pinpin, le régisseur de la Briche, réalise lui-même des expérimentations sur l'usage des engrais chimiques sur des parcelles nouvellement rattachées au domaine ; il en présente les résultats au public de sociétés savantes.

### Premières difficultés

Les bâtiments de la Briche en 2000.
En couleur, les structures conservées ; en grisé, les structures disparues (d'après un plan géométral réalisé pour l'exposition universelle de 1867).

Dès la fin du XIXe siècle, la situation financière de l'exploitation tend à se détériorer dans un contexte économique difficile : les productions de la culture betteravière locale ne peuvent plus rivaliser avec celles des régions spécialisées du nord de la France, les alcools de betterave et de grains ont de plus en plus de mal à trouver des débouchés, — cette activité était celle qui, aux côtés de la vente des moutons, générait la part la plus importante et la plus régulière du revenu de l'exploitation —, et la distillerie cesse son activité en 1905, alors que la famille de Jean-François Cail a cessé d'exploiter le domaine en son nom, que la Briche est dirigée par un fermier général depuis trois ans sur un domaine dont la surface a déjà commencé à diminuer ; le matériel, démonté en 1937 et laissé sur place, n'est vendu qu'après la Seconde Guerre mondiale. C'est tout le système d'exploitation de la Briche qui est remis en cause : il est difficile de trouver de nouvelles cultures à inclure dans l'assolement, une source de revenus remplaçant la vente des alcools et un aliment se substituant à la pulpe de betterave pour le bétail.

### Morcellement et fin de l'activité

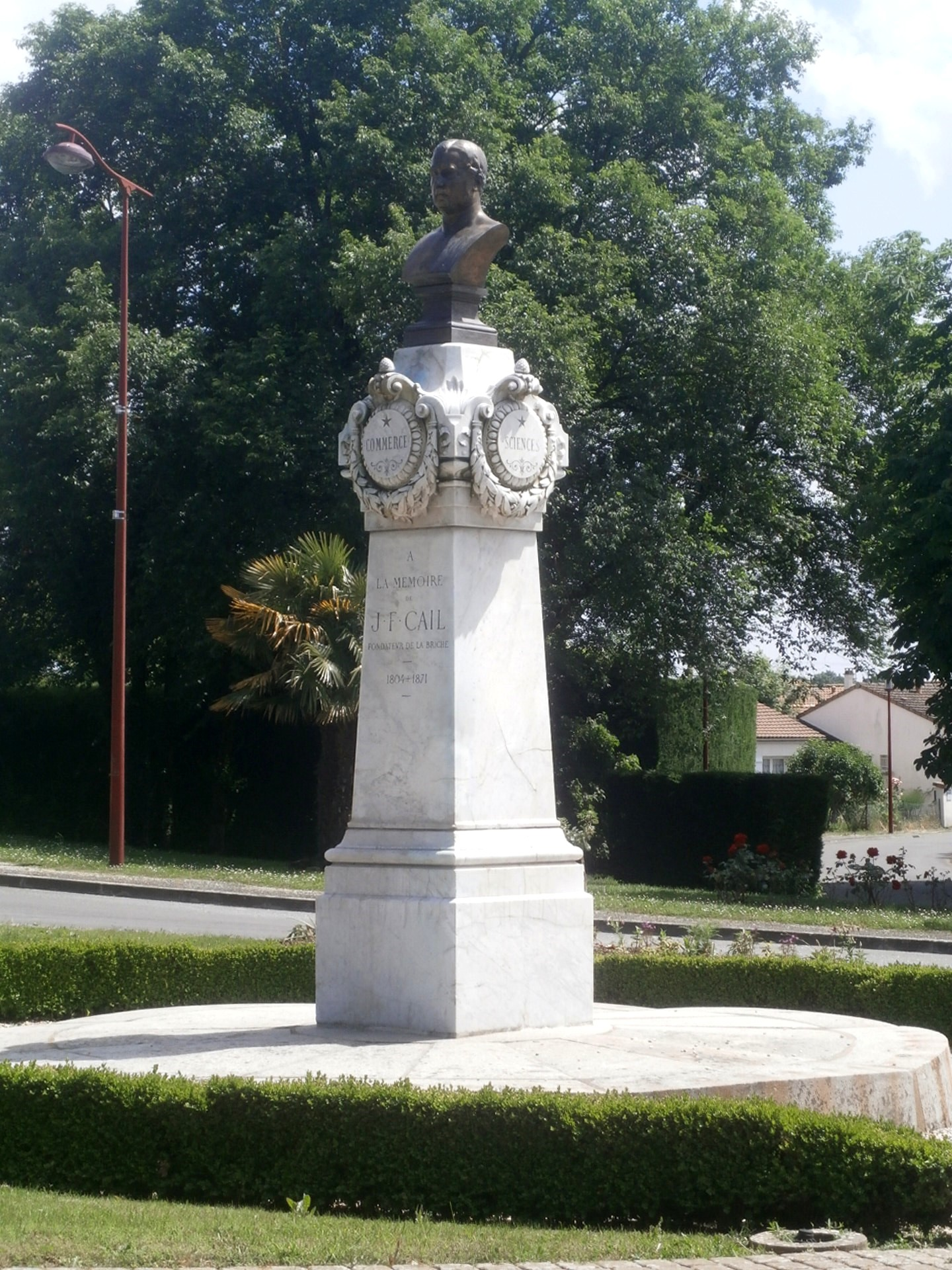
Buste de Jean-François Cail
(Chef-Boutonne).

En 1926, le bail du fermier est résilié sept ans avant son échéance, les deux parties ne trouvant plus d'intérêt à cet arrangement : Paul Hébert, alors propriétaire, y perd de l'argent alors que Moïse Morcher, le fermier, craint que la raréfaction de la main d'œuvre locale ne lui permette plus d'exploiter dans des conditions financières satisfaisantes. La disparition de nombreux travailleurs pendant la Première Guerre mondiale est l'une des causes de cette raréfaction. Les avancées sociales issues des accords Matignon de 1936 et l'exode rural contribuent à grever davantage les coûts d'exploitation, ce qui entraîne petit à petit la cession aux fermiers des baux d'exploitation des fermes satellites. Pendant la Seconde Guerre mondiale, la ferme satellite de La Guérinerie est réquisitionnée par l'armée allemande pour y loger des soldats, les officiers résidant au château de la Briche. Les fermes deviennent définitivement indépendantes en 1947 après leur rachat par les fermiers qui les exploitent, grâce aux aides financières octroyées par le Crédit agricole.
Les 550 ha conservés en faire-valoir direct par le petit-fils de Jean-François Cail autour de la Briche sont définitivement dispersés en 1949 lors de partages familiaux , seules restant dans le giron familial les 250 derniers hectares de "l'ancienne Briche", qui furent vendus en 1981 après la mort de François Hébert, arrière-arrière-petit-fils de Cail, qui représentait la cinquième et dernière génération d'une même famille ayant administré la Briche.
Les bâtiments sont abandonnés les uns après les autres et les magasins sont incendiés en 1970. La grange et le château furent mis en vente en 1985. Si la demeure, victime d'un incendie partiel en 1989, est encore habitée et les terres exploitées en plusieurs lots distincts, les derniers bâtiments de la ferme tombent peu à peu en ruines; seule une petite partie des magasins est encore habitée.
Ne subsistaient en 2017 que les pignons de la grange, une partie des magasins à grains et des ateliers.
Un monument ceint d'une grille en fonte ouvragée ronde portant un buste de Cail, dressé vers 1875 dans la cour de la ferme (vue in situ reprod. supra et par Feneant, op. cit. p. 23), fut déposé en 2003 et réinstallé sur un rond-point à Chef-Boutonne (79); chaque face de son haut piédestal carré est orné de quatre médaillons circulaires sculptés des allégories de l'Agriculture, du Commerce, de l'Industrie et des Sciences, domaines dans lesquels il a exercé son activité. Les aménagements fonciers (fossés de drainage, chemins, grand parcellaire) sont par contre encore très visibles dans le paysage, ainsi que les bâtiments des fermes satellites, sauvés de la destruction par leur reprise après la Seconde Guerre mondiale.
Après une tentative inaboutie de cession des bâtiments au Conseil général à la fin des années 1990 afin d'y installer un écomusée — un dossier d'études a été établi à cette occasion par le service du patrimoine culturel au Conseil général —, une association est créée à Rillé en 2012 avec pour objet la mise en valeur du site de la Briche.

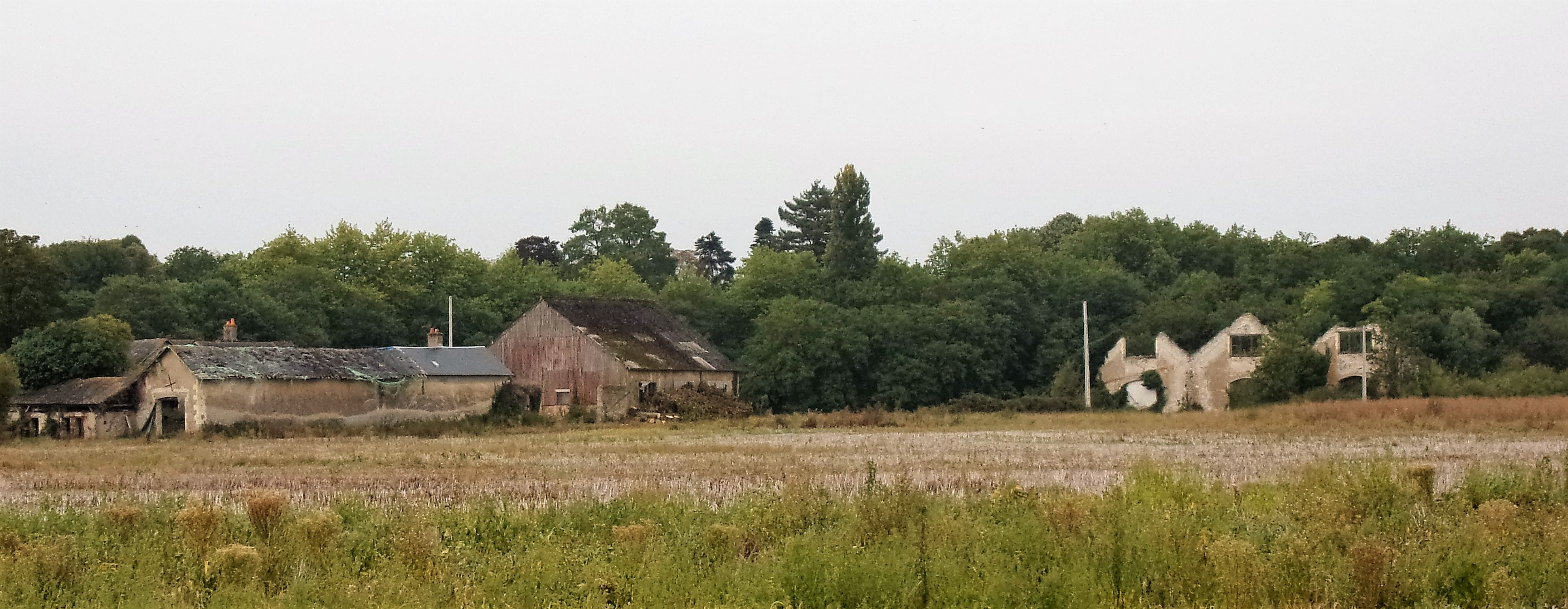
La ferme centrale en 2017.
À gauche, la forge et l'atelier ; à droite, les pignons ruinés de la grange.

## Dates-clés de l'histoire de la ferme
Six propriétaires appartenant aux familles Cail et Hébert se sont succédé à la tête de l’exploitation depuis l'achat du domaine en 1857 jusqu’à la vente des dernières terres en 1981, compte non tenu d’une courte période d’indivision dans les années 1940.
Chronologie de la ferme de la Briche.
■ Propriétaires de la Briche -  ■ Principaux évènements - ■ Principales récompenses

## Pour approfondir

#### Publications spécifiquement consacrées à la ferme de la Briche
- Vincent Brault-Jamin, Histoire du domaine de la Briche (Indre-et-Loire) du Second Empire à nos jours, l'auteur, 2000, 117 p.
- Jean-François Cail, Mémoire sur l'exploitation agricole de La Briche, pour concourir à la prime d'honneur du département d'Indre-et-Loire en 1864, Paris, Imprimerie de Ch. Lahure, 1863, 76 p.
- Jean-François Cail, Terre de la Briche : propriété de M. J.-F. Cail, Paris, librairie agricole de la Maison rustique, 1867, 33 p. (lire en ligne).
- Anne Debal-Morche, La ferme de la Briche de Rillé : Indre-et-Loire : Dossier d'études établi en juin 2000, Inventaire départemental. Service du patrimoine culturel, Conseil général d'Indre-et-Loire, 2000, n.
- Paul-Claude Dubost, « Excursion agricole des élèves de Grignon à la Briche », Annales de la société d'agriculture, sciences, arts et belles-lettres, t. LI,‎ janvier 1872, p. 25-30
- Jacques Féneant, « La ferme industrielle de La Briche », Le magazine de la Touraine, no 9,‎ 1984, p. 15-23. .
- Paul Hébert, La Briche et les Ricordières : Une œuvre agricole et sociale de Jean-François Cail continuée par sa famille, 1934, 105 p.
- Joël Thibault, « Le domaine de la Briche : la révolution industrielle dans le bassin de Savigné », Bulletin de la Société archéologique de Touraine, t. LXIII,‎ 2017, p. 157-168. .
- Jean-Louis Thomas et al., La Briche en 1865 à partir de la correspondance de l'intendant Joseph-Amédée Pinpin adressée à Jean-François Cail et à la Briche, de 1859 à 1880, exista une annexe de la colonie de Mettray, Chef-Boutonne, Association CAIL, 2017, 46 p. (ISBN 978-2-9522070-2-7).

#### Publications consacrées à l'histoire, la géographie ou l'économie départementale ou nationale
- Victor-Eugène Ardouin-Dumazet, Voyage en France, t. 56, Paris-Nancy, Berger-Levrault, 1910, 543 p.
- Jean-Mary Couderc (dir.), Dictionnaire des communes de Touraine, Chambray-lès-Tours, CLD, 1987, 967 p. (ISBN 2-85443-136-7).
- Jean-Mary Couderc, La Touraine insolite : série 2, Chambray-lès-Tours, CLD, 1989, 217 p. (ISBN 2-85443-178-2).
- Claude Croubois (dir.), L'Indre-et-Loire – La Touraine, des origines à nos jours, Saint-Jean-d'Angely, Bordessoules, coll. « L'histoire par les documents », 1986, 470 p. (ISBN 2-903504-09-1).
- Pierre Leveel, La Touraine disparue et ses abords immédiats, Chambray-lès-Tours, CLD, 1994, 319 p. (ISBN 2-85443-253-3).
- Jean-Louis Thomas, Jean-François Cail : un acteur majeur de la première Révolution industrielle, Saint-Martin-lès-Melle, Association CAIL, 2004, 335 p. (ISBN 978-2-9522070-0-3).